# Aeroportul Arly
Aeroportul Arly (IATA: ARL, ICAO: DFER) este un aeroport din Burkina Faso ce deservește zona Arli Teng viigu⁠(d).
Situat la o altitudine de 190 m, aeroportul dispune de o singură pistă.